# Pseudognaphalium petitianum
Pseudognaphalium petitianum là một loài thực vật có hoa trong họ Cúc. Loài này được (A.Rich.) Mesfin miêu tả khoa học đầu tiên năm 1992.